# Cefamandol
Cefamandol ist ein Arzneistoff aus der Gruppe der Cephalosporine. Es wurde erstmals 1972 von Lilly patentiert. Aus Gründen der Stabilität wird es als Natriumsalz des Ameisensäureesters eingesetzt, dem Cefamandolnafat. Cefamandol wirkt sowohl gegen grampositive als auch gegen gramnegative Keime, weswegen es beispielsweise zur Behandlung einer chronischen bakteriellen Infektion der Atemwege benutzt wird.

## Eigenschaften
Das Cefamandol entstammt der zweiten Generation des Cephalosporine. Gegenüber Gram-negativen Bakterien wirkt es effizienter als die Cephalosporine der ersten Generation.
Jedoch kann Cefamandol auch aufgrund seines hohen Molekulargwichts die Blut-Liquor-Schranke nur schlecht oder gar nicht passieren, sodass nur schwer wirksame Konzentrationen eingestellt werden können.

## Anwendung
Cefamandol kann bei bakteriellen Infektionen der Haut, der Weichteilgewebe und der Gallenwege eingesetzt werden. Zudem eignet es sich zur Behandlung einer Sepsis. Leidet man unter einer Blutgerinnungsstörung, so ist eine gemeinsame Einnahme mit Vitamin K empfehlenswert. Da das Medikament über die Niere ausgeschieden wird, sind je nach Grad der Nierenfunktion die Serumspiegel unterschiedlich hoch. Bei Patienten mit Nierenfunktionsstörung ist die Dosis anzupassen.
Cefamandol gehört zu den sogenannten Übergangscephalosporinen, die sich durch eine erhöhte β-Lactamase-Stabilität auszeichnen und parenteral gegeben werden.

## Herstellung
Cefamandol wird in einer komplexen Synthese unter anderem aus Ameisensäure, Natriumsalzen und 7-Aminocephalosporansäure hergestellt.
1 = 7-Aminocephalosporansäure; 2 = 7-Formamidocephalosporansäure; 3 = 7-Amino-3-(1-methyl-1,2,3,4-tetrazol-5-yl)-thiomethyl-3-cefem-4-carbonsäure; 4 = Cefamandol

## Fertigarzneimittel
Mandokef (A)